# Estación de Beteró
Beteró es una estación de las líneas 4 y 6 de Metrovalencia. Fue inaugurada el 21 de mayo de 1994 con el nombre de Serrería. Se encuentra en la avenida de los Naranjos frente al número 21, en el barrio de La Carrasca (distrito de Algirós).
La antigua línea férrea entre València-Pont de Fusta y El Grao, que fue transformada por su estado ruinoso en la línea de tranvía actual en 1990, se cruzaba en superficie con la línea València-Tarragona de ancho ibérico a la altura donde se encuentra la estación en la actualidad. Actualmente la línea de Adif circula bajo tierra y la de FGV ha ocupado parte de la traza para el acceso del taller que posse en la zona. A 700 metros se encuentra la  estación de Valencia-Cabañal gestionada por Adif, donde se puede tomar las líneas C-5 y C-6 de la red de Cercanías Valencia y los trenes de Media Distancia Renfe.